# Фактор ризику
Фактор ризику або детермінанта — в епідеміології це змінна, пов'язана з підвищеним ризиком захворювання чи інфекції.
Через відсутність узгодженості між дисциплінами визначник у його більш широко прийнятому науковому значенні часто використовується як синонім. Основна відмінність полягає в сфері практики: медицина (клінічна практика) проти охорони здоров'я. Як приклад із клінічної практики, недостатнє споживання харчових джерел вітаміну С є відомим фактором ризику розвитку цинги. Специфічно для політики охорони здоров'я детермінантою є ризик для здоров'я, який є загальним, абстрактним, пов'язаним з нерівностями, і який людині важко контролювати. Наприклад, відомо, що бідність є визначальним фактором рівня здоров'я людини.[джерело?]

## Історія
Термін «фактор ризику» був введений колишнім керівником Framingham Heart Study, доктором Вільямом Б. Каннелом у статті 1961 року у журналі  Annals of Internal Medicine.

## Умови опису
В основному взяті з факторів ризику раку молочної залози, фактори ризику можна описати в термінах, наприклад:
- Відносний ризик, як-от «У жінки більше ніж у 100 разів більше шансів захворіти на рак грудей у 60 років, ніж у 20 років»[6].
- Частка випадків, що відбуваються в групі, яка має властивість фактора ризику або зазнає впливу цього фактора, наприклад «99% випадків раку молочної залози діагностовано у жінок»[7].
- Збільшення захворюваності в групі, що зазнала впливу, наприклад, «кожен щоденний алкогольний напій збільшує захворюваність на рак молочної залози на 11 випадків на 1000 жінок»[8].
- Співвідношення ризиків, наприклад «збільшення як тотального, так і інвазивного раку молочної залози у жінок, рандомізованих для отримання естрогену та прогестину в середньому протягом 5 років, з коефіцієнтом ризику 1,24 порівняно з контрольною групою»[9].

## Приклад
На весіллі 74 людини їли курку, 22 з них захворіли, а з 35 людей, які їли рибу або вегетаріанську їжу, захворіли лише 2. Люди захворіли від курки?
{\displaystyle Risk={\frac {\mbox{кількість осіб, які зазнали події (харчове отруєння)}}{\mbox{кількість осіб, які зазнають впливу фактора ризику (харчування)}}}}
Отже, ризик тих, хто їсть курку = 22/74 = 0,297
І ризик для тих, хто не їсть курятину = 2/35 = 0,057.
Ті, хто їв курку, мали ризик у п'ять разів вищий, ніж ті, хто не їв, тобто відносний ризик перевищував п'ять. Це говорить про те, що причиною захворювання стало вживання курки, але це не доказ.
Цей приклад фактора ризику описується з точки зору відносного ризику, який він надає, який оцінюється шляхом порівняння ризику тих, хто зазнає впливу потенційного фактора ризику, з тими, хто не зазнає.